# Култура пчеларења на дрвећу
Култура пчеларења на дрвећу укључује знање, вештине, праксе, традиције, ритуале и веровања повезана са узгојем дивљих пчела у кошницама нa дрвећу или кладама које се налазе у шумским подручјима. Пчелари се брину о пчелама на посебан начин покушавајући да створе првобитне услове живота у кошницама без ометања природног животног циклуса пчела. Ови пчелари немају за циљ интензивирање производње меда, што је једна од карактеристика која их разликује од осталих пчелара. Пчеларење на дрвећу негује осећај припадности заједници и заједничку свест о нашој одговорности према животној средини.

## Историја пчеларења на дрвећу
Кроз историју прича о људима и пчелама се преплиће. Тражене због меда, пчеле су приказане у древним културама и модерним религијама као симбол плодности, марљивости и сарадње. Од праисторијских пећинских цртежа који приказују сакупљаче меда у јужној Африци, Азији, Аустралији и Европи, до савремене пољопривреде која се у великој мери ослања на пчеле ради опрашивања усева; пчела је одиграла кључну улогу у развоју људских традиција, пољопривреде и друштва.
Пракса сакупљања меда у средњовековној Европи била је заснована на раним пчеларским праксама у потрази за великим дрвећем са дивљим пчелама. Након проналаска гнезда медоносних пчела, пчелари би изрезали мале делове стабла како би направили заштитне дрвене плоче са улазима за лет како би пчеле биле лако доступне и заштитићене од лошег времена и предатора. Такође је било уобичајено да се врхови дрвећа одсецају у покушајима да се смањи њихова висина и задебљају дебла, тако да је било могуће изрезати више вештачких шупљина на дрвећу. У целој северној Европи овај модел пчеларења био је уобичајен, што је довело до стварања „пчелињих шума“, обично у власништву аристократије или цркве.
Веровало се да пчелар из дивље кошнице има магично знање које му омогућава да сакупи више меда, заштити кошнице пчела од лопова и остане неозлеђен током екстремних успона и спуштања са дрвета. У доба старе Русије, Великог војводства Литваније и Пољско - литванске заједнице, пчеларски производи из дивљих кошница били су важна извозна категорија - конзумирали су се, продавали, плаћали порези. Трговина је довела до појаве занатских занимања: пчелари из дивљих кошница, воскари, медари, израђивачи свећа. Почело је пропадати због масовног крчења шума, све већег значаја пољопривреде и проналаска оквирног пчеларења у кошницама. Савремени пчелари из дивљих кошница знање добијају од својих очева или дедова наслеђивањем.

### Пољска
У Торуну је од 15. века до 1733. године постојало урбано пчеларење на дрвећу - град је запошљавао четири стална магистрата пчелара. Пчеларење је организовано и у Прзеломској (Przelomska) шуми. Ове земље су биле напуштене у 14. и 15. веку бескрајним ратовима Теутонских витезова, Пољске и Литваније, као и крсташким ратовима које су водили Теутонски витезови против паганских племена која су насељавала ове шуме. Ове земље, као граничне, биле су скоро напуштене неколико деценија. Након братимљења с Литванцима и пораза Теутонских витезова, ове су земље постале мање опасне и полако су биле насељене новим досељеницима. Шума је била у власништву пољских краљева, овде је Сигисмунд Август ловио и овде је почео да доводи досељенике да се брину и одржавају његова ловишта. Једна од слобода насељавања овог становништва била је прилика да се оснују кошнице. Такође су заузели и усвојили кошнице на дрвећу које су оставили претходни становници ове шуме-Јотвинги, који су се такође бавили овом професијом.
Последња историјска кошница у августовској шуми једна је од наших последњих веза са древним данима славе пчеларства у Аугустову (Augustów). 1820-их година у шуми је било више од 17 000 кошница на дрвећу/балванима - данас је остала само једна. Али у Националном парку Биаловиеза (Bialowieza) на површини од 4.500 хектара још стоји више од 110 кошница на дрвећу. Све су оне били у употреби до 1888. године и остале су нетакнуте - што је невероватно. Ово доказује колико је некада пчеларство било популарно као део одрживе праксе шумарства Пољско-Литванске заједнице. Старије генерације, које су живеле близу Аугустовске шуме, још увек се сећају неколико кошница дрвећа које су стајале у шуми после Другог светског рата. Било је и неколико њих које су очеви научили пчеларењу у кошницама на дрвећу.

### Белорусија
Због географског положаја, пчеларство је играло важну улогу у Белорусији барем од средњег века. То је било трговачко раскршће трговаца а главна извозна роба били су извори добијени из локалних шума, попут крзна, меда и воска. С обзиром на високу вредност меда и воска, пчеларство је током 15. века постало уносан и независан извор прихода за Велико Војводство Литванско (претеча модерне Белорусије). Велико војводство Литванско придружило се заједно са Пољским Краљевством и њиме је стотинама година владао заједнички монарх. Две конфедеративне државе заједно су покривале површину до 900.000 км2, где је пчеларство било важан део привреде и друштвеног живота. Две земље су делиле и додавале заједничко наслеђе предака, историју и традицију. Не само восак, већ и мед и медовина били су веома тражени у читавој земљи, као и у иностранству. Тек након поделе Краљевине Пољске и Великог војводства Литваније 1795. године и промена праксе управљања шумама, пчеларење на дрвету је постепено почело да опада.
Надаље, крвави ратови између 17. и 18. века значајно су смањили популацију, укључујући и број професионалних пчелара. Доласком нових технологија и дрвно - прерађивачке индустрије, пчеларска професија била је пред изумирањем. Постојала је само унутар малих „резерви“ које су се налазиле усред мочвара и старих шума (неприступачна подручја на целој територији савремене Белорусије). Пре тридесет до четрдесет година било је могуће пронаћи бар једног традиционалног пчелара у скоро сваком селу (било их је најмање 25.000); данас њихов број не прелази више од 300.

## Карактеристике пчеларења на дрвећу
Лоренцо Лорен Лангстрот(1810 – 1895), изумитељ кошница са оквирима, је о кошницама на дрвећу написао у својој књизи Кошница и медоносна пчела: „Руски и пољски пчелари ... међу највећим су и најуспешнијим узгајивачима пчела, многи од њих броје своје колоније стотинама, а неки чак и хиљадама! Они су, са великом практичном проницљивошћу, имитирали што је могуће ближе услове под којима се открило да се пчеле тако дивно развијају у природном стању."
Шупље дрвеће је обично много дебље од стандардног пчелињака и као такво боље подноси екстреме топлоте и хладноће. Пчеле у шупљинама дрвећа обично не праве своје паралелне саће до дна шупљине, па се на дну шупљине формира подручје остатака који остају влажни и састоје се од органских хранљивих материја, прашине и живих организама. Унутар овог микро-екосистема постоје корисни предатори и микроорганизми (вируси, бактерије, воштани мољци итд.) који могу помоћи пчелама да остану здраве. С обзиром да су многе од шупљина које су одабрале пчеле биле мале, пчеле су се често ројиле, што је њихов начин размножавања, а служиле су такође и за решавање проблема болести.
Димензије кошнице од балвана се крећу од 1,2-1,8 м висине, дебљине веће од 0,5 м (пречник). Унутрашњи простор за складиштење је више обликован као трапез. Зидови унутрашњег простора су закривљени и мало заобљени. Отвор је различитих величина: око 70 x 20 цм (ако је затворен једном даском), од 70 цм до 100 цм, затворен са 2 даске.
Кошнице су постављене на дрвећу на висини између 4-12 метара. Оне су причвршћени за дрво гвозденом шипком или великим ексерима који су забијени у дрво (ако нема одговарајућих грана).

## УНЕСКО-ва листа нематеријалног културног наслеђа
Култура пчеларења на дрвећу у Пољској и Белорусијие уврштена је на УНЕСКО-ву листу нематеријалног културног наслеђа човечанства 2020. године.